# Argyractis tessimalis
Argyractis tessimalis là một loài bướm đêm trong họ Crambidae.